# Paxton (Australia)
Paxton – miasto w Australii, w stanie Nowa Południowa Walia, w regionie Hunter.